# 687.
◄ | 6. stoljeće | 7. stoljeće | 8. stoljeće | ►
◄ | 650-ih | 660-ih | 670-ih | 680-ih | 690-ih | 700-ih | 710-ih | ►
◄◄ | ◄ | 684. | 685. | 686. | 687. | 688. | 689. | 690. | ► | ►►
Astronomija • Književnost • Kršćanstvo • Pravo • Promet

## Događaji
- 15. prosinca: Izabran papa Sergije I., nasljednik Konona. Teodor II., koji je bio protupapa još Kononu, nakon Kononove smrti ponovo postavlja svoje zahtjeve, a pojavljuje se kao kandidat i Paskal I., no izabran je Sergije I. Nakon toga, Teodor se povlači, ali Paskal ustrajava u svojim zahtjevima.

## Smrti
- 21. rujna: Konon, papa od 686. do 687.

## Vanjske poveznice
|  | Zajednički poslužitelj ima još gradiva o temi 687. |